# بزرگراه میان‌ایالتی ۸۴ (شرق)
بزرگراه میان ایالتی ۸۴ (شرق) (به انگلیسی: Interstate-84، مخفف: I-84) بخش شرقی از بزرگراه بین ایالتی نا متصل ۸۴  در ایالات متحده است، که شرقی‌ترین بخش آن در تورن پایک در نزدیکی بوستون در ماساچوست است و تا دونمور در پنسیلوانیا گسترده شده‌است. مسیر این بزرگراه شرقی-غربی می‌باشد.